# カシオペア (バンド)
カシオペア（Casiopea）は、日本のフュージョン・バンド。
1977年に結成。1979年にデビュー。2006年に活動を休止。2012年にCASIOPEA 3rd（カシオペア・サード）名義で活動を再開し、2022年7月からはCASIOPEA-P4（カシオペア・ピーフォー）に名義を再々度変更。2025年2月にCASIOPEA名義に変更。

## 概要

### メンバー構成
バンド名をCASIOPEAにした直後の1977年に出場したアマチュア・バンド・コンテスト「EastWest'77」から現在のCASIOPEA P-4に至るまで、ギター、ベース、キーボード、ドラムの4人編成で活動。途中、専属ボーカリストの帯同（1986年 - 1987年）やツインドラムでの形態（2004年 - 2006年）もあった。2025年2月現在のメンバーは以下の通り。
| 正式メンバー                 | プロフィール                        | 担当       | 備考                                                                 |
| ---------------------------- | ----------------------------------- | ---------- | -------------------------------------------------------------------- |
| 野呂一生 （のろ いっせい）   | 1957年1月1日（68歳）、東京都出身    | ギター     | バンド・リーダー。メイン・コンポーザー。唯一のオリジナル・メンバー。 |
| 鳴瀬喜博 （なるせ よしひろ） | 1949年11月13日（75歳）、東京都出身  | ベース     | 1990年加入。                                                         |
| 今井義頼 （いまい よしのり） | 1987年11月2日（37歳）、神奈川県出身 | ドラム     | 2022年加入。                                                         |
| 安部潤 （あべ じゅん）       | 1968年3月1日（57歳）、福岡県出身    | キーボード | 2025年加入。                                                         |

### 五期に分かれる活動期
結成時から1989年までの野呂一生・櫻井哲夫・向谷実・神保彰によるメンバーでの活動を第1期、1990年に櫻井と神保脱退を受けての鳴瀬喜博加入から2006年の活動休止表明までを第2期、2012年に活動再開を表明し、同時に向谷の脱退を受けて大高清美が加入したCASIOPEA 3rdを第3期、2022年にレギュラー・サポート・メンバーであった神保の卒業を受けて7月より今井義頼が加入したCASIOPEA-P4を第4期、2025年2月に安部潤が加入したCASIOPEAを第5期とする。
| 活動期       | 年              | アルバム                               | ギター     | キーボード                            | ベース     | ドラム                          |
| カシオペア   | カシオペア      | カシオペア                             | カシオペア | カシオペア                            | カシオペア | カシオペア                      |
| ------------ | --------------- | -------------------------------------- | ---------- | ------------------------------------- | ---------- | ------------------------------- |
| 第1期        | 1976年          |                                        | 野呂一生   | 小池秀彦                              | 櫻井哲夫   | 鈴木徹                          |
| 第1期        | 1977年 - 1979年 | 向谷実                                 | 野呂一生   | 佐々木隆                              | 櫻井哲夫   |                                 |
| 第1期        | 1979年          | 向谷実                                 | 野呂一生   | 佐々木隆                              | 櫻井哲夫   | 『CASIOPEA』 ↓ 『SUPER FLIGHT』 |
| 第1期        | 1980年 - 1989年 | 向谷実                                 | 野呂一生   | 『THUNDER LIVE』 ↓ 『WORLD LIVE '88』 | 櫻井哲夫   | 神保彰                          |
| 第2期        | 1990年 - 1992年 | 向谷実                                 | 野呂一生   | 『THE PARTY』 ↓ 『WE WANT MORE』      | 鳴瀬喜博   | 日山正明                        |
| 第2期        | 1992年 - 1996年 | 向谷実                                 | 野呂一生   | 『DRAMATIC』 ↓ 『Flowers』            | 鳴瀬喜博   | 熊谷徳明                        |
| 第2期        | 1997年 - 2006年 | 向谷実                                 | 野呂一生   | 『Light and Shadows』 ↓ 『SIGNAL』    | 鳴瀬喜博   | 神保彰（サポート）              |
| CASIOPEA 3rd |                 |                                        |            |                                       |            |                                 |
| 第3期        | 2012年 - 2022年 | 『LIVE LIFTOFF 2012』 ↓ 『PANSPERMIA』 | 野呂一生   | 大髙清美                              | 鳴瀬喜博   | 神保彰（サポート）              |
| CASIOPEA-P4  |                 |                                        |            |                                       |            |                                 |
| 第4期        | 2022年 - 2025年 | 『NEW TOPICS』 ↓ 『RIGHT NOW』         | 野呂一生   | 大高清美                              | 鳴瀬喜博   | 今井義頼                        |
| CASIOPEA     |                 |                                        |            |                                       |            |                                 |
| 第5期        | 2025年 -        | -                                      | 野呂一生   | 安部潤                                | 鳴瀬喜博   | 今井義頼                        |

### サウンドの特色
リズム面では16ビートを基本とし、またハーモニー面ではジャズ理論をベースとし、テンション・ノートや代理コードを多用した複雑ながらもスムーズなコード進行や転調が特徴の一つ。また、調律の基準ピッチを通常はA=440HzとするところをA=441Hzとしているのも特徴で、これは野呂のギターの調律を441Hzで行っていたことに起因している。
結成時からリーダー兼ギタリストの野呂が制作するオリジナル曲を中心に演奏。そのロックやファンクをベースとし、アドリブなどソロプレイでなくアンサンブルを主体にしたインストの音楽性は、黎明期の日本のフュージョン・シーンにおいて珍しかったが、80年代に入るとポップス性を前面に出したザ・スクエア（現：T-SQUARE）と共に主流となり、親しみやすくそれでいてテクニカルなインストの曲には「カシオペアっぽい」という形容詞が普通に使われるようになる。
他のフュージョン系アーティストと同様、カシオペアの曲はテレビ番組やラジオ番組のBGMとしても頻繁に使われている。

### 商業的評価
80年代前半から中盤にかけて商業的にも成功し、歌のないインストバンドながらアルバムリリース毎にチャートの上位を賑わし、ライブを重ねるごとにファンを増やし続け、日本全国でホール展開のコンサート・ツアーを催していた。
しかし、1980年代後半になると、全米進出のためにボーカルの導入やアメリカン・ポップス色を強くした音楽性はバンドの方向性に迷いを示し、ファン離れが顕著となる。さらに櫻井と神保の脱退という決定的な事態が追い打ちを掛けて人気が急落した。
鳴瀬喜博を迎えて以降は方針を修正し、デビュー以来のロックやファンク・ティストのインストに絞った音楽性による継続した活動を行い、時間は掛かったものの旧来からのファンの回帰に加えて常に新しい世代のファンを増やすことにも成功。浮き沈みが激しい今日の日本の音楽業界の中で、活動休止前年の2005年まで毎年コンスタントにアルバムを制作してリリースし続けていた。
2006年の活動休止後、復活を望む声は絶えず寄せられていて、活動再開の理由のひとつにファンの声援に後押しされたというものがあった。再開後のライブはどれも盛況で、東京 JAZZの前夜祭イベント、その後のツアーの東京と大阪公演はチケットを前売り段階でソールドアウトにした。

### 他アーティストへの影響
デビュー・アルバムからバンド譜が発行されたり、演奏者向けの音楽誌に取り上げ続けられたこともあり、多くのアマチュアプレイヤーにコピー演奏されてきた。現在でも多くのコピーバンドが存在する。
アマチュア時代にカシオペアの曲をコピー演奏したり、影響を受けたプロミュージシャンも数多い。スターダストレビューの根本要は後述のコンテスト「EastWest」で一緒に出場していたカシオペアを見て衝撃を受け、それまで行っていたインストゥルメンタルの演奏をあきらめ、ヴォーカルバンドに方針転換したことを明かしている。後年、スターダストレビューでカシオペアをリスペクトした「Cassiopeia」というインスト曲をアルバム収録している。
吉川晃司は1985年にカシオペアとフジテレビの音楽番組『夜のヒットスタジオDELUXE』で共演した際にギターでコピー演奏していたことを告白。代表曲「ASAYAKE」のコピー演奏も流れた。フュージョン系ミュージシャンでは、元T-SQUAREの則竹裕之、須藤満、本田雅人、DIMENSIONの小野塚晃、日野賢二らもアマチュア時代にコピーに勤しみ、その後の演奏活動にも多大な影響を受けることになった。ベーシストであり、作・編曲家でもある徳永暁人は学生時代にカシオペアをコピーしていたばかりでなく、東京音楽大学在学中にそこで講義を受け持つ鳴瀬と野呂の生徒として学んでいた。他に谷村有美などもアマチュア時代にコピーしていたことを著書の中で綴ったり、佐藤竹善もアマチュア時代にベースを弾いており、アルバム『サンダー・ライブ』の「ミッドナイト・ランデブー」や「スペースロード」をコピーしていたことを櫻井哲夫や神保彰の出演していたCS番組の『MINT CLUB』に出演した際に明かしていた。さらにプロデューサーの亀田誠治や本間昭光等もファンであったことを明かしている。モンド・グロッソの大沢伸一はカシオペアの「ダズリング」をアルバムでカヴァーしていたり、キー・オブ・ライフがカシオペアの「ASAYAKE」をサンプリングした「ASAYAKEの中で」をデビュー・シングルとしてリリースしている。
海外のミュージシャンではヨーロッパツアーの頃、デュラン・デュランやカジャグーグー等のイギリスのミュージシャンがカシオペアを聞いていることが、当時のインタビューで語られていた。カジャグーグーは1983年リリースのアルバム『JIVE JIVE』のロンドン・レコーディングに立ち会っている。シャカタクもカシオペアのファンであることを公言していたり、ロニー・ジョーダンが影響を受けたことを明かしている。近年ではダーティ・ループスがカシオペアのファンであることを明かしていたり、テレビ番組の出演の際にカヴァーしてみたいアーティストとして名前を挙げたり、自身のライブにCASIOPEA 3rdを招待しようとしていた。

## 略歴

### 第1期（結成〜1989年）

#### 野呂一生と櫻井哲夫の出会いによる結成
1974年、当時高校三年生だった野呂一生と高校二年生だった櫻井哲夫は別々の高校に通っていたが、ともに属していた都内のロック演奏のコミュニティで出会って意気投合し、ベック・ボガート & アピスを目標として都内の練習スタジオでセッションを開始する。翌1975年、野呂は明星大学に進学し、その大学の軽音楽同好会のメンバーで構成されたロックバンドのファンシーハウスや中山ラビのバックバンドに参加してセミプロとして活動を開始するも、それらはいずれも短期で離脱して、自作曲を元にした櫻井とのバンド活動に移行する。野呂と櫻井以外のメンバーは流動的で、ボーカルを従える時期などもあったが、次第にハードロックやファンクをベースとして、そこにジャズのエッセンスを加えたインストゥルメンタルにバンドの方向性が定まっていった。

#### バンド名の由来
野呂と櫻井で結成したものの、このふたり以外に固定メンバーが揃わないまま活動していたためバンド名もライブを行う度に適当に付けられていた。しかし、あるミニコミ誌の取材を受けた際、「正式なバンド名がなければ載せられない」との申し出があり、野呂が自宅に帰って母親に相談したところ、「星座の名前なんていいんじゃない?」とのアドバイスを受けて、星座の本を広げて選んだのがカシオペアだった。ただ、英字表記は“Casiopea”とし、出典元のカシオペヤ座 (Cassiopeia) とは綴りが異なっている。

#### バンド・コンテスト出場と向谷実の加入
バンドの名称をカシオペアと改めた後の1976年、野呂と櫻井、先述のロック演奏のコミュニティに属していた小池秀彦（キーボード）と鈴木徹（ドラム）を入れた4人編成でヤマハ主催のアマチュア・バンド・コンテスト「EastWest'76」に出場し、決勝大会まで進出して野呂がベストギタリスト賞を獲得したことでアマチュア・シーンに名前が知られ始める。しかし、鈴木は決勝大会出場直後に掛け持ちしていたプリズムのレコードデビューが決まったことからプリズムの活動に専念するために脱退し、小池も当時様々なバンドを掛け持ちしていて多忙であったことから鈴木の脱退を受けてフェイドアウトするように脱退してしまう。再び野呂と櫻井のふたりだけになったカシオペアは、翌1977年に開催される「EastWest'77」に出場するべくメンバー探しに奔走。野呂は友人のツテを頼って、自分と同学年の年齢で、当時合歓音楽院（現・ヤマハ音楽院）エレクトーン科在籍中だった向谷実をキーボーディストに勧誘して引き込んだ。その際、野呂はカシオペアの指向について、向谷が信奉していたミュージシャンのひとりを引き合いに出して「チック・コリアみたいな音楽をやっている」と口説いた。一方、ドラマーの人選はなかなか決まらず、流動的ながら出場して、決勝大会出場時になってようやく佐々木隆で固定される。カシオペアは最優秀グループ賞と野呂の二年連続のベストギタリスト賞を受賞した。これが足がかりとなってカシオペアは「EastWest '77」決勝大会出場メンバーでプロデビューを目指すこととなって都内近郊でライブ活動開始。1990年代以降はこの1977年が公式なカシオペア結成の年とされている。
このデビュー前の時期、「EastWest'77」の審査員だった鳴瀬喜博に見いだされ、野呂と向谷はプロとしての仕事に度々誘われるようになる。また、大村憲司、村上秀一といったフュージョンに傾倒していたロック系ミュージシャンとも交流を築く。先行してデビューしていたプリズムとは同じロック演奏のコミュニティ出身だったことから、ともに結成以前からメンバー間の交流もあった一方で、フィールド違いの大学のジャズ研出身だったザ・スクエア（現・T-SQUARE）とはデビューしてから知り合うことになるのでこの当時は面識さえなかった。また、ともに「EastWest'77」に出場して決勝大会まで進出したサザンオールスターズとはプロ志向どうしであったから合同でライブを行ったり、一緒にイベント出演をするなど共演の機会が多かったバンドの一つだった。

#### デビュー
「EastWest'77」出場後、都内近郊で月間最大18本に渡るライブを精力的に行い、来るべきプロデビューに向けてバンドを固めていった。並行して数々のレコード会社からの引き合いに応じたが、カシオペアが持つ音楽性は、“いまの市場には新し過ぎて売れない”との判断され、いずれのレコード会社からも大幅な変更を要望されたことで、レコードデビューが難航していく。この状況に苦慮したカシオペアは打開策として、当時の彼らに就いていたマネージャーの提案により、「自ら出資してセルフプロデュースでスタジオ収録のレコード音源を作り、レコード会社にその原盤権を買いとってもらって商品化する」という自主レーベル作品に近いことを考えて実行に移した。製作費に100万円以上掛けたものの、レコーディング経験者がいなかったことで稚拙な出来となってしまった音源は、カシオペアに興味を示していたはずの各レコード会社の態度を余計に硬化させるだけのものなってしまう。袋小路に入ってしまったカシオペアへ最後に手を差し伸べたのは当時新興だったアルファレコードであった。「作っていた音源を買い取るが、それは使わない」「音楽性は尊重するが、アルファ・レコードが指定したプロデューサーと専門スタッフの下で新たにレコーディングする」というはアルファ・レコードから出された条件を受け入れて、ようやくレコードデビューに漕ぎ着けた。
1979年5月、日本におけるフュージョン・ブームの真っ直中、アルバム『CASIOPEA』でレコード・デビューする。当時のメンバーは「EastWest'77」に出場したときからの野呂一生（ギター）、向谷実 （キーボード）、櫻井哲夫（ベース）、佐々木隆（ドラム）。4人の演奏に加えてオーバー・ダビングながら、ブレッカー・ブラザーズ（ランディ・ブレッカー、マイケル・ブレッカー）、デイヴィッド・サンボーンらがゲスト参加した豪華な作りとなった。そのデビュー・アルバム『CASIOPEA』の帯には超絶技巧でアクロバティックな演奏スタイルを示した「スリル、スピード、スーパー・テクニック」というキャッチコピーが与えられた。このキャッチコピーは以後カシオペアの音楽性を表す代名詞となる。1979年のデビュー時、アマチュア時代からの活動拠点であった都内近郊では一定の認知度と人気は既にあったが、全国的に名が知られ始めたのは、同年の日本航空のニューヨーク・キャンペーンのCM曲としてデビュー・アルバム後に発表したシングル「I LOVE NEW YORK」が使用されてから。また、その「I LOVE NEW YORK」を収録した2枚目のアルバム『SUPER FLIGHT』がデビュー・アルバム以上の売り上げをみせるなど、活動は好調の兆しを見せるも、ドラムの佐々木が音楽的な方向性の違いにより脱退が決まる。

#### 神保彰の加入
1980年、ドラムを神保彰にメンバーチェンジ。前年の秋、慶應義塾大学在学中の櫻井がゼミ仲間から同大学のジャズのビッグバンド、慶應義塾大学ライトミュージックソサエティのライブに就職活動で出演できないベーシストの代役を依頼され受諾。そこで出会ったのがそのビッグバンドに在籍していた神保であった。神保の卓越した才能を見いだした櫻井は、彼をカシオペアの次期ドラマーに推薦し、カシオペアはメンバーとスタッフ総出で神保を口説き落としてメンバーに迎えた。当時大学3年生だった神保はカシオペアに誘われるまでプロの経験はなく、また将来プロになる意思もなかった。しかし、ビッグバンドの活動とは別に、敬愛するアメリカのドラマーのスティーブ・ガッドとハービー・メイソンが参加した洋楽フュージョンのレコードを片っ端から聴いていてコピー演奏していたり、小編成のコンボスタイルのフュージョンへの憧れや造詣は深く、それらと近似したカシオペアの音楽性にやりたいことを見いだしてプロになることを決断した。

#### 黄金期
神保加入後に発売されたライブ・アルバム『THUNDER LIVE』は、音楽誌『ADLiB』の連載企画「ブラインド・フォールド・テスト」で賞賛され続けたことで話題を呼び、人気が一気に高まっていく。以後、アルバムを出すごとに売り上げを伸ばし続け、ライブの規模と動員もそれに伴い拡張していった。
所属レコード会社のアルファレコードが海外進出に意欲的で、神保加入後のデビュー3年目の1981年にアメリカ、翌1982年にイギリスでアルバムをリリースして海外進出を果たす。以降はヨーロッパ、南米、香港、東南アジアなどでライブも行うようになる。
メディア展開も音楽誌やFM番組出演にとどまらず、1984年には音楽を担当したのと併せてメンバー全員で出演したマクセルのビデオテープのCMがテレビで連日オンエア、それと前後してNHK『レッツゴーヤング』やフジテレビ『夜のヒットスタジオDX』などの音楽番組へも出演し、一般層への知名度も広がった。また、1984年のヨーロッパツアーでのイギリス公演の模様がNHK『ニュースセンター9時』で放送され、日本と変わらぬ盛況ぶりが伝えられた。このようにカシオペアは国内外で確固たる人気を築いていった。
1986年、ヨーロッパ圏や東南アジア圏の海外での成功を勢いにして、アルバム『SUN SUN』で再度の全米進出を試みる。国内同様に市場規模が限られているジャズ・フュージョンではなく、市場規模が一番大きいポップ・ミュージックのカテゴリーに合うように、プロデューサーにデヴィッド・ボウイのサポートギタリストとして知られるカルロス・アロマーを迎えて、ボーカル曲の導入やその当時の最先端の流行を追った音楽性に変化させたものの、結局は適わなかった。これで諦めず、翌1987年のスタジオ・アルバム『PLATINUM』も『SUN SUN』の音楽性をさらに押し進めた作品となった。しかし、1980年代後半に入ってからのアメリカ市場を見据えた音楽性の変化は、国内の活動にも影響して人気が下降してしまった。

#### メンバー分裂
1988年までのカシオペアは年間2枚のアルバム制作と国内外で年間100本前後に渡るライブをこなしていた。常にカシオペアはグループとしての活動を優先させたため、メンバーのソロ活動は制限されることになり、他のバンドとの掛け持ちもなく、他アーティストのライブやレコーディングへのゲスト参加も少なかった。1985年と1986年の当初から期間が定められていたソロ活動も、各自ソロ・アルバムを制作するに留まった。
1989年、それまで在籍していたレコード会社との契約が終わって、次のレコード会社への移籍段階であった。そのため、カシオペアはグループとしての基幹活動であるアルバム制作と全国ツアーを休止し、メンバーのソロ活動に充てていた。しかし、その中で櫻井と神保はメンバーを集めてボーカル音楽のバンド、シャンバラを結成。アルバムを制作したほか、ライブ活動も行い始める。野呂一生と向谷実は「シャンバラの今後の継続的な活動は、直に迫るカシオペアの活動再開に支障を与える」として二人にシャンバラの活動停止を要請。これに対し、櫻井と神保はカシオペアの活動と両立できると主張。野呂・向谷と櫻井・神保の両陣営は最後まで平行線を辿って物別れになり、櫻井と神保はこの年をもってカシオペアを脱退してしまう。翌年、櫻井と神保はシャンバラ以外にフュージョン・シーンで活動するユニット“ジンサク”を結成する。また、メンバー分裂問題以外にも所属事務所の移籍問題も抱えるなど、この年はカシオペアにとって苦難の連続となった。

### 第2期（1990年〜2006年）

#### 鳴瀬喜博の加入
櫻井と神保の脱退を受けて、1990年にセッション・ベーシストの“ナルチョ”こと鳴瀬喜博とジャズ・ドラマーの日山正明が加わる。鳴瀬はカシオペアがアマチュア時代に参加した「EastWest'77」で審査員をして以来、日山はカシオペアのデビュー前後に活動していたフュージョン・バンド、クロス・ウィンドの元メンバーでそれ以来の付き合いと、音楽性や技術とともに継続して活動できるようメンバーが選ばれた。メンバーチェンジしたカシオペアは、すぐさまアルバム『THE PARTY』と同タイトルの映像作品を発売し、ライブ活動も再開した。翌1991年、アルバム『FULL COLORS』を発売。前作同様にインスト曲のみで構成された作品で、1980年代後半の音楽性から軌道修正された。
1992年、病気療養を理由に日山が脱退し、その後任に当時22歳の熊谷徳明が加入した。熊谷は海外での音楽留学から帰国後、国内での活動を見いだすためにアマチュア時代に敬愛していたカシオペアの所属事務所にプロフィールとデモテープを送っていたのがきっかけとなり採用された。

#### 神保彰の復帰
メンバー・チェンジがあったものの活動は安定し、アルバムもコンスタントに発売された。海外でのライブも各国で引き続き行なわれ、1996年には韓国公演を行って話題となった。しかし、この年限りで熊谷が脱退、1997年からは、野呂・向谷・鳴瀬の3人によるユニットとなる。一時は菅沼孝三がサポートで参加したが、神保がサポート・メンバーとして復帰する。1997年中はアルバム『Light and Shadows』のロス・レコーディングに帯同しなかったり、名義も“スペシャル・サポート”だったのが、翌1998年からは全てのスケジュールに帯同するようになり、名義も“スペシャル”が取れたレギュラーな“サポート”となる。デビュー20周年を迎えた1999年には日比谷野外音楽堂で歴代メンバー（小池、櫻井、熊谷の3人）を迎えた記念コンサートが開催された。2003年にはT-SQUAREとのジョイント・コンサートや、2004年からはその神保とT-SQUAREの元メンバーである則竹裕之が結成したツイン・ドラムユニット、Synchronized DNAをサポートに入れた5人体制で活動が行なわれた。

#### 活動減少
1990年代前半は第1期のようにグループとしての活動を優先させたが、1990年代後半に入ると、向谷が鉄道趣味関連ビジネスの手始めとなるトレインシミュレーターの制作、鳴瀬が野獣王国のメンバーとして活動開始、野呂も七年ぶりのソロ・アルバム『TOP SECRET』の制作や青木智仁、斉藤ノブらの誘いを受けてのセッション活動に参加しだすようになって各々のソロ活動が活発化する。その分、カシオペアのライブの本数は年々減少していった。
2000年代に入ると、向谷の鉄道趣味関連ビジネスは以前よりも拡大、鳴瀬は野獣王国に加え、リーダープロジェクトのURUGOMEも活動開始、野呂がリーダープロジェクトでのアルバム制作と定期的なライブ活動をするなど、さらにソロ活動の比重が高まっていった。この頃の年間のライブ数は多くて10本程度だった。
2006年8月1日、野呂の「カシオペアとしての一切の活動を休止したい」との意向により、レコーディングおよびライブなどの活動をすべて休止すると発表した。

### 活動休止期（2006年〜2012年）
活動休止期間中のメンバーの音楽活動はそれぞれリーダープロジェクトを立ち上げてのソロ活動が中心となっていた。この期間中は一度たりともリユニオンによるライブやレコーディングは成されなかったが、メンバー各々で集まっての音楽活動や、参加するライブでカシオペアの曲は演奏されていた。
活動休止したその年から、鳴瀬は野獣王国やURUGOMEに加えて、カシオペアに提供した自作曲を中心に披露するためのユニット、Narucho-ICE（ナルチョイス）を結成して定期的にライブ活動開始。ベース、ギター、ドラム、ホーン×3の6人編成に、初期は向谷がゲスト扱いで毎回参加し、向谷の自作曲や野呂が書いた代表曲も演奏された。野呂も2009年と2012年の合計2回参加して「ASAYAKE」や「FIGHT MAN」等の自作曲にして代表曲を演奏したが、野呂と向谷の両人がそろって参加する事はなかった。
向谷は鉄道事業の音楽制作に於いて起用しているミュージシャンらで構成したユニット、向谷実とメロディーズを結成した。キーボード、ギター、ベース、ドラム、サックス、バイオリンの6人編成で、ライブ活動では、メロディーズで制作した曲、過去の向谷のリーダープロジェクトで制作した曲に加えて、カシオペアでの自作曲も積極的に取り上げていた。カシオペアのメンバーとの共演としては、先述のNarucho-ICEへのゲスト参加、向谷実×中西圭三プロジェクトではレコーディングに鳴瀬と神保を起用、さらに神保とは実験的な音楽制作も行っていた。
2008年、野呂はカシオペアとそれまでのソロプロジェクトを分け隔てなく考えた、野呂曰く「自分がやりたい事をとことん追求」したアルバム『INNER TIMES』を制作し、レコーディングメンバーを制作中にバンド化させて、ソロ名義ではなくそのバンド名のISSEI NORO INSPIRITS（イッセイノロ・インスピリッツ）名義で発表する。ISSEI NORO INSPIRITSは、ギター、キーボード×2、ベース、ドラムの5人編成で、神保彰も参加している。この活動休止期間中に4枚のアルバム、1枚の映像作品を制作し、少ない本数ながらも定期的にライブも行っていた。ただし、作品においてもライブにおいてもカシオペアの曲は取り上げられる事はなかった。なお、野呂と鳴瀬は共に東京音楽大学の講師で毎週のように顔を合わせていて、授業の一環で一緒に生徒の制作活動をサポートする事もあった。
サポート・メンバーだった神保はソロ・ライブ、ワンマンオーケストラにて、休止後からカシオペアでの自作曲と「ASAYAKE」などの代表曲を取り上げて演奏していた。また、リーダーグループで2009年に出演した東京JAZZでは自作曲にして代表曲である「MID-MANHATTAN」を、そのオリジナルが収録された1982年のアルバム『FOUR BY FOUR』にも参加したギタリスト、リー・リトナーとセッションした事から話題となった。

### 第3期（2012年〜2022年）
2012年4月20日、結成35周年を迎えるに当たって、向谷の脱退及び、その後任として大髙清美（キーボード）の加入、6年振りの活動再開がオフィシャルサイトにて発表された。また、活動再開後の名義をCASIOPEA 3rdとした。再開後の最初のライブは同年9月の東京JAZZとその前日に単独出演で行われた前夜祭イベント（トーク＆リハーサルライブ）。その後、国内ツアーに先行してインドネシアのジャカルタでの単独公演、そして10月に東名阪の国内単独公演ツアーが行われた。ライブは活動休止前の既存の曲の演奏が中心ではあったが、CASIOPEA 3rdとして活動再開表明後に野呂が書き下ろした「ARROW OF TIME」がレパートリーに加わっていた。
CASIOPEA 3rdの活動はメンバー各々のソロ活動と併せて行われていた。野呂は活動休止中に作ったリーダープロジェクトであるISSEI NORO INSPIRITSを継続し、鳴瀬も活動再開の発表直前に新たなリーダープロジェクトであるザ・チョッパーズ・レボリューションを結成している。大高は加入以前の参加プロジェクトやリーダープロジェクトを継続し、神保も休止前と同じく全活動に帯同するものの引き続きサポート・メンバーという立場で参加することになった。それ故、年間の活動はスケジュール的にごく限られた期間の中で行われていくようになる。
2013年11月、CASIOPEA 3rdとしては初となる8年ぶりのオリジナル・アルバム『TA・MA・TE・BOX』発表。同月、前年に続いてインドネシアのジャカルタにて単独公演を、12月に国内でアルバム発売記念ライブツアーを行った。2015年4月にアルバム『A・SO・BO』、2016年7月にアルバム『I・BU・KI』、2017年7月にセルフ・セレクション・ベスト・アルバム 『VESTIGE』を発表。同年12月、カシオペア結成40周年と野呂一生のソロプロジェクトISSEI NORO INSPIRITS 結成10周年記念として、EX THEATER ROPPONGIにて双バンドの共演ライブを開催。2018年7月にアルバム『A・KA・RI』を発表。
2019年3月、神保の還暦記念スペシャルライブに出演。このライブでは神保がかつて櫻井哲夫と組んでいたJIMSAKUの21年ぶりとなるライブも行われる。なお、JIMSAKUはこれを機に活動を再開させていくことになる。7月にアルバム『PANSPERMIA』を発表。結果的に、それがCASIOPEA 3rdとして最後のオリジナル曲収録のスタジオ録音アルバムとなってしまう。
2020年、新型コロナウイルス感染症の世界的流行は、日本国内でも観客を入れてのライブコンサート活動をする者たちにとって多大な支障を来たし、CASIOPEA 3rdもその例外ではなかった。春に予定していた東名阪クラブツアーの東京・大阪公演を10月の開催へと延期するに至った。それと前後して9月にはレギュラーサポートドラマーの神保ではなく、川口千里を入れたライブ「CASIOPEA 3＋1000」を行う。2021年10月、元メンバーの向谷、櫻井、神保によるフュージョン・バンド、かつしかトリオが結成。ライブツアーが行われ、カシオペアで各自が作曲したものを中心に、野呂を含めた4人による共作にして代表曲の「HALLE」なども演奏された。
2022年2月、サポート・メンバーとして活動に帯同していた神保がサポート終了による“卒業”を発表し、同年4月から5月に行われたビルボードライブでの国内ツアー『A.J.FINAL』が行われ、5月28日のビルボードライブ大阪公演を最後に卒業した。

### 第4期（2022年〜2025年2月）
2022年7月、今井義頼が後任の新ドラマーとして加入。それを機に名称を、2012年より第3期で使用してきたCASIOPEA 3rdから第4期の“CASIOPEA-P4”に変更することが、公式サイトで発表された。今井とカシオペアの公式Twitterで、同月よりこのメンバーでレコーディングを行っていることが伝えられた。
2024年12月1日、「個人的な事情」によりキーボーディストの大髙が15日の公演を以て脱退する事が発表された。

### 第5期（2025年2月〜）
2月にキーボーディストの安部潤が正式メンバーとして加入。名称を“CASIOPEA”とすることが公式サイト及び各種SNSにて発表された。

## エピソード
アマチュアコンテスト時代を振り返った桑田佳祐は、サザンオールスターズは青山学院大学の同好会部員を応援のサクラに連れていったが、カシオペアとツイストだけはアマチュアにもかかわらず、すでに固定ファンを持っていて、彼らが応援していたと回想した。
デビューした年が近い、同じフュージョンユニット・T-SQUAREに対して、野呂は「同級生的な感覚がある」と度々口にしている。この2つのグループは、1994年にテレビ番組『タモリの音楽は世界だ!』で共演したことがあり、その際に野呂が発した言葉である。また、2003年にT-SQUAREと共演したライブ『CASIOPEA vs THE SQUARE THE LIVE!!』での談話でも、同様の発言をしている。逆にT-SQUAREに80年代後期〜90年代に在籍していた則竹裕之、須藤満、本田雅人はアマチュア時代からカシオペアの大ファンである。則竹は高校3年生の頃にカシオペア主催の3泊4日のバンドセミナーに参加、最終日のミニライブでメンバーと共演した経験がある。また則竹と須藤はカシオペアの曲を譜面なし（暗譜）で演奏でき、鳴瀬の結婚パーティで「ASAYAKE」を野呂、向谷と共に打ち合わせなしで演奏したエピソードや、『CASIOPEA vs THE SQUARE THE LIVE!!』でも同様に暗譜で演奏していたことが語られている。

## カシオペアラジオ
2016年にファンによって始められた「Nonstop Casiopea」というインターネットラジオがある。

## ディスコグラフィ
レコード会社・レーベルの再編成・統合に伴い、再発盤はアルファレコード時代の音源はヴィレッジミュージックよりリリース。更に2009年にはアルファ時代の作品の版権をソニー・ミュージックパブリッシングが引き継いだことによってソニー・ミュージックダイレクトよりリリース。PIONEER時代の音源は、社名変更されたGENEON ENTERTAINMENT（現：NBCユニバーサル・エンターテイメントジャパン）よりリリースされている。

### シングル
| #                                     | タイトル                      | カップリング曲                          | 発売日           | 形態             | 品番             | 備考                                               |                  |
| アルファレコード                      | アルファレコード              | アルファレコード                        | アルファレコード | アルファレコード | アルファレコード | アルファレコード                                   | アルファレコード |
| ------------------------------------- | ----------------------------- | --------------------------------------- | ---------------- | ---------------- | ---------------- | -------------------------------------------------- | ---------------- |
| 1st                                   | I LOVE NEW YORK               | MAGIC RAY                               | 1979年5月25日    | 7インチシングル  | ALR-1017         | JAL 『I LOVE NEW YORK キャンペーン』CMソング       |                  |
| 2nd                                   | THE SOUNDGRAPHY               | LIVING ON A FEELING                     | 1984年3月1日     | 7インチシングル  | ALR-777          | マクセル・ビデオカセット CMソング                  |                  |
| 3rd                                   | ZOOM/DOWN UPBEAT              |                                         | 1985年1月25日    | 12インチシングル | ALR-12002        |                                                    |                  |
| 4th                                   | HALLE                         | HOSHI-ZORA                              | 1985年8月25日    | 12インチシングル | ALR-12003        | 3万枚限定発売                                      |                  |
| 4th                                   | HALLE                         | LOOKING UP ('85/4/27新国技館LIVE)       | 1985年8月25日    | 12インチシングル | ALR-12003        | 3万枚限定発売                                      |                  |
| 5th                                   | SUN                           | Mr.Unique                               | 1986年8月25日    | 12インチシングル | ALR-12005        |                                                    |                  |
| 5th                                   | SUN                           | Samba Mania                             | 1986年8月25日    | 12インチシングル | ALR-12005        |                                                    |                  |
| 6th                                   | SOMETHING'S WRONG “CHANGE IT” | SOMEONE'S LOVE                          | 1987年11月10日   | 7インチシングル  | ALR-1017         | CASIOPEA WITH JOHN WAITE名義                       |                  |
| ポリドール / AURA                     |                               |                                         |                  |                  |                  |                                                    |                  |
| 7th                                   | BAYSIDE EXPRESS               | 太陽風 (TAIYO-FU☆THE WIND FROM THE SUN) | 1988年4月25日    | 8cmCDシングル    | H10P-30002       |                                                    |                  |
| PIONEER LDC                           |                               |                                         |                  |                  |                  |                                                    |                  |
| 8th                                   | SPLENDOR                      | ILLUSION                                | 1990年11月25日   | 8cmCDシングル    | PIDL-1013        | パイオニア・パリ〜ダカール ラリー 1991テーマ候補曲 |                  |
| 8th                                   | SPLENDOR                      |                                         | 1990年11月25日   | CDV              | PIFL-1012        | パイオニア・パリ〜ダカール ラリー 1991テーマ候補曲 |                  |
| アルファレコード アルファミュージック |                               |                                         |                  |                  |                  |                                                    |                  |
| 9th                                   | GLORY                         | THE WISHFUL STAR                        | 1993年5月21日    | 8cmCDシングル    | PIDL-1013        | テレビ東京系「Jリーグ中継」オープニングテーマ      |                  |
| 10th                                  | TAKE COURAGE                  | WARNING                                 | 1994年5月25日    | 8cmCDシングル    | ALDA-2001        | TXN「ダイヤモンドサッカー」オープニングテーマ      |                  |
| ポニーキャニオン                      |                               |                                         |                  |                  |                  |                                                    |                  |
| 11th                                  | Golden Waves                  | Forbidden Fruits                        | 1997年8月20日    | 12インチシングル | PCJA-00023       |                                                    |                  |

### アルバム
| #                                               | タイトル                                                        | 発売日         | レーベル                     | 形態                  | 品番            | 備考 |
| ----------------------------------------------- | --------------------------------------------------------------- | -------------- | ---------------------------- | --------------------- | --------------- | --- |
| 1st                                             | CASIOPEA                                                        | 1979年5月25日  | アルファレコード             | LP                    | ALR-6017        | |
| 2nd                                             | SUPER FLIGHT                                                    | 1979年11月25日 | アルファレコード             | LP                    | ALR-6029        | |
| LIVE                                            | THUNDER LIVE                                                    | 1980年4月21日  | アルファレコード             | LP                    | ALR-6037        | |
| LIVE                                            | THUNDER LIVE                                                    | 1980年4月21日  | アルファレコード             | CT                    | ALR-6037        | |
| 3rd                                             | MAKE UP CITY                                                    | 1980年11月21日 | アルファレコード             | LP                    | ALR-28007       | |
| 4th                                             | EYES OF THE MIND                                                | 1981年4月21日  | アルファレコード             | LP                    | ALR-28016       | |
| 5th                                             | Cross Point                                                     | 1981年10月21日 | アルファレコード             | LP                    | ALR-28029       | |
| LIVE                                            | MINT JAMS                                                       | 1982年5月21日  | アルファレコード             | LP                    | ALF-85869       | |
| 6th                                             | 4×4 FOUR BY FOUR                                                | 1982年12月16日 | アルファレコード             | LP                    | ALR-28045       | |
| 7th                                             | PHOTOGRAPHS                                                     | 1983年4月23日  | アルファレコード             | LP                    | ALR-28049       | |
|                                                 | AIR SKIP CASIOPEA "On The American FM Wave"                     | 1983年6月25日  | アルファレコード             | CT                    | ALC-28048       | コンピレーション・アルバム                                                                                 |
| 8th                                             | Jive Jive                                                       | 1983年11月30日 | アルファレコード             | LP                    | ALR-28052       | |
| BEST                                            | The Soundgraphy                                                 | 1984年4月25日  | アルファレコード             | LP                    | ALR-28055       | |
| 9th                                             | Down Upbeat                                                     | 1984年10月25日 | アルファレコード             | LP                    | ALR-28052       | |
| 9th                                             | Down Upbeat                                                     | 1984年10月25日 | アルファレコード             | CD                    | 38XA-25         | |
| 10th                                            | HALLE                                                           | 1985年9月10日  | アルファレコード             | LP                    | ALR-28071       | |
| 10th                                            | HALLE                                                           | 1985年9月10日  | アルファレコード             | CT                    | ALR-28071       | |
| 10th                                            | HALLE                                                           | 1985年9月10日  | アルファレコード             | CD                    | 32XA-38         | |
| LIVE                                            | CASIOPEA LIVE                                                   | 1985年12月21日 | アルファレコード             | CD                    | 32XA-48         | |
| BEST                                            | Landing to Summer                                               | 1986年6月25日  | アルファレコード             | CD                    | 32XA-78         | |
| 11th                                            | SUN SUN                                                         | 1986年9月10日  | アルファレコード             | LP                    | ALR-28085       | |
| 11th                                            | SUN SUN                                                         | 1986年9月10日  | アルファレコード             | CT                    | ALR-28085       | |
| 11th                                            | SUN SUN                                                         | 1986年9月10日  | アルファレコード             | CD                    | 32XA-90         | |
| LIVE                                            | CASIOPEA PERFECT LIVE LIVEII                                    | 1987年7月10日  | アルファレコード             | LP                    | ALR-40005/6     | |
| LIVE                                            | CASIOPEA PERFECT LIVE LIVEII                                    | 1987年7月10日  | アルファレコード             | CD                    | 48XA-167/8      | |
| REMIX                                           | CASIOPEA IN THE '90S THE TAAVI MOTE REMIX                       | 1991年5月21日  | アルファレコード             | CD                    | ALCA-135        | |
| REMIX                                           | CASIOPEA-RECALL CUTS U.K.REMIX                                  | 1993年2月21日  | アルファレコード             | CD                    | ALCA-459        | |
| 12th                                            | PLATINUM                                                        | 1987年9月1日   | POLYDOR / AURA               | LP                    | 28MX-2544       | |
| 12th                                            | PLATINUM                                                        | 1987年9月1日   | POLYDOR / AURA               | CD                    | H33P-20176      | |
| 13th                                            | EUPHONY                                                         | 1988年4月25日  | POLYDOR / AURA               | LP                    | 28MX-2549       | |
| 13th                                            | EUPHONY                                                         | 1988年4月25日  | POLYDOR / AURA               | CD                    | H33P-20241      | |
| LIVE                                            | WORLD LIVE '88                                                  | 1988年11月25日 | POLYDOR / AURA               | LP                    | 28MX-2555       | |
| LIVE                                            | WORLD LIVE '88                                                  | 1988年11月25日 | POLYDOR / AURA               | CD                    | H33P-20285      | |
| BEST                                            | THE LAST MEMBERS                                                | 1990年6月1日   | POLYDOR / AURA               | CD                    | POCH-1012       | |
| BEST                                            | BEST OF BEST                                                    | 1990年10月25日 | POLYDOR / AURA               | CD                    | POCH-1029       | |
| BEST                                            | Memory                                                          | 1991年12月21日 | POLYDOR                      | CD                    | POCH-1113       | |
| BEST                                            | CASIOPEA AND JIMSAKU                                            | 1996年8月25日  | POLYDOR                      | CD                    | POCH-1585/6     | |
| 14th                                            | The Party AUDIO STACK                                           | 1990年6月25日  | PIONEER LDC                  | CD                    | PICL-1006       | |
| 14th                                            | The Party AUDIO STACK                                           | 1990年6月25日  | PIONEER LDC                  | CT                    | PITL-1006       | |
| 15th                                            | FULL COLORS                                                     | 1991年5月25日  | PIONEER LDC                  | CD                    | PICL-1016       | |
| 16th                                            | active                                                          | 1992年5月25日  | PIONEER LDC                  | CD                    | PICL-1036       | |
| LIVE                                            | WE WANT MORE                                                    | 1992年8月25日  | PIONEER LDC                  | CD                    | PICL-1039       | |
| BEST                                            | AGURI SUZUKI selected for F-1                                   | 1993年5月25日  | PIONEER LDC                  | CD                    | PICL-1054       | |
| LIVE                                            | MADE IN MELBOURNE                                               | 1994年3月23日  | PIONEER LDC                  | CD                    | PICL-1070       | |
| LIVE                                            | FINE LIVE ANTHOLOGY                                             | 1994年12月21日 | PIONEER LDC                  | CD                    | PICL-1097       | |
| LIVE                                            | FINE2 LIVE ANTHOLOGY                                            | 1995年10月25日 | PIONEER LDC                  | CD                    | PICL-1108       | |
| BEST                                            | Schedir                                                         | 1996年9月25日  | PIONEER LDC                  | CD                    | PICL-1131       | |
| BEST                                            | Best Selection                                                  | 1999年6月23日  | PIONEER LDC                  | CD                    | PICL-1185       | |
| BEST                                            | Best Selection                                                  | 2006年3月22日  | GENEON ENTERTAINMENT         | CD                    | GNCL-1051       | |
| 17th                                            | DRAMATIC                                                        | 1993年5月21日  | アルファレコード             | CD                    | ALCA-487        | |
| 18th                                            | ANSWERS                                                         | 1994年5月25日  | アルファミュージック         | CD                    | ALCA-1001       | |
|                                                 | Hearty Notes                                                    | 1994年8月24日  | アルファミュージック         | CD                    | ALCA-5007       | コンピレーション・アルバム                                                                                 |
| BEST                                            | 20TH ANNIVERSARY BEST                                           | 1999年11月26日 | アルファミュージック         | CD                    | TOCT-24254/55   | |
|                                                 | ASIAN DREAMER                                                   | 1994年12月16日 | ポニーキャニオン             | CD                    | PCCR-00129      | セルフカバー。公式では、ベスト・アルバムとされている。                                                     |
| 19th                                            | Freshness                                                       | 1995年5月19日  | ポニーキャニオン             | CD                    | PCCR-00150      | |
| 20th                                            | Flowers                                                         | 1996年9月20日  | ポニーキャニオン             | CD                    | PCCR-00230      | |
| 21st                                            | Light and Shadows                                               | 1997年9月3日   | ポニーキャニオン             | CD                    | PCCA-01123      | |
| 22nd                                            | Be                                                              | 1998年9月18日  | ポニーキャニオン             | CD                    | PCCR-00285      | |
| 23rd                                            | MATERIAL                                                        | 1999年5月19日  | ポニーキャニオン             | CD                    | PCCR-00304      | |
| LIVE                                            | 20th                                                            | 2000年2月23日  | PIONEER LDC                  | CD                    | PICL-1199       | |
| 24th                                            | Bitter Sweet                                                    | 2000年6月14日  | PIONEER LDC                  | CD                    | PICL-1206       | |
| 25th                                            | MAIN GATE                                                       | 2001年7月11日  | PIONEER LDC                  | CD                    | PICL-1219       | |
| 26th                                            | INSPIRE                                                         | 2002年7月17日  | PIONEER LDC                  | CD                    | PICL-1257       | |
| 27th                                            | PLACES                                                          | 2003年7月2日   | PIONEER LDC                  | CD                    | PICL-1276       | |
| LIVE                                            | CASIOPEA VS THE SQUARE LIVE                                     | 2004年9月23日  | ヴィレッジミュージック       | Super Audio CD HYBRID | VRCL-10003      | |
| LIVE                                            | CASIOPEA VS THE SQUARE LIVE                                     | 2009年12月23日 | Sony Music Direct / GT music | Blu-spec CD           | VRCL-20010      | |
|                                                 | LIVE & MORE                                                     | 2004年1月28日  | ユニバーサルミュージック     | Super Audio CD        | UIGZ-7005       | コンピレーション・アルバム                                                                                 |
| BEST                                            | GOLDEN☆BEST                                                     | 2004年6月2日   | ユニバーサルミュージック     | CD                    | UPCY-6005       | |
| 28th                                            | MARBLE                                                          | 2004年11月25日 | GENEON ENTERTAINMENT         | CD                    | GNCL-1015       | |
| LIVE                                            | GIG 25                                                          | 2005年2月25日  | GENEON ENTERTAINMENT         | CD                    | GNCL-1018       | |
| 29th                                            | SIGNAL                                                          | 2005年12月21日 | GENEON ENTERTAINMENT         | CD                    | GNCL-1041       | CASIOPEA + Synchronized DNA名義                                                                            |
| BEST                                            | Best Studio Selections〜GENTLE & MELLOW                         | 2006年6月28日  | GENEON ENTERTAINMENT         | CD                    | GNCL-1070       | メンバー監修によるスタジオ版ベスト・アルバム                                                               |
| LIVE                                            | Best Live Selections〜GROOVE & PASSION                          | 2006年6月28日  | GENEON ENTERTAINMENT         | CD                    | GNCL-1071       | メンバー監修によるライブ版ベスト・アルバム                                                                 |
|                                                 | CASIOPEA Plays Guitar MINUS ONE BITTER SWEET                    | 2007年11月7日  | GENEON ENTERTAINMENT         | CD                    | GNCT-1001       | オリジナル・アルバムから、ギター音源をマイナスした“マイナスワン”CD。オリジナル音源フル・バージョンも収録。 |
| CASIOPEA Plays Guitar MINUS ONE INSPIRE         | GNCT-1002                                                       | 2007年11月7日  | GENEON ENTERTAINMENT         | CD                    |                 | オリジナル・アルバムから、ギター音源をマイナスした“マイナスワン”CD。オリジナル音源フル・バージョンも収録。 |
| CASIOPEA Plays Guitar MINUS ONE PLACES          | GNCT-1003                                                       | 2007年11月7日  | GENEON ENTERTAINMENT         | CD                    |                 | オリジナル・アルバムから、ギター音源をマイナスした“マイナスワン”CD。オリジナル音源フル・バージョンも収録。 |
| CASIOPEA Plays Guitar MINUS ONE MARBLE          | GNCT-1004                                                       | 2007年11月7日  | GENEON ENTERTAINMENT         | CD                    |                 | オリジナル・アルバムから、ギター音源をマイナスした“マイナスワン”CD。オリジナル音源フル・バージョンも収録。 |
| CASIOPEA+Sync DNA Plays Guitar MINUS ONE SIGNAL | GNCT-1005                                                       | 2007年11月7日  | GENEON ENTERTAINMENT         | CD                    |                 | オリジナル・アルバムから、ギター音源をマイナスした“マイナスワン”CD。オリジナル音源フル・バージョンも収録。 |
| CASIOPEA 3rd                                    |                                                                 |                |                              |                       |                 | |
| LIVE                                            | LIVE LIFTOFF 2012                                               | 2013年4月17日  | HATS UNLIMITED               | Blu-spec CD2, DVD     | HUCD-10135〜6/B | |
| 1st                                             | TA・MA・TE・BOX                                                 | 2013年11月20日 | HATS UNLIMITED               | Blu-spec CD2, DVD     | HUCD-10149/B    | |
| LIVE                                            | TA・MA・TE・BOX TOUR〜CASIOPEA 35th Anniversary LIVE CD         | 2014年7月16日  | HATS UNLIMITED               | Blu-spec CD2, DVD     | HUCD-10160〜1   | |
| 2nd                                             | A・SO・BO                                                       | 2015年4月22日  | HATS UNLIMITED               | Blu-spec CD2, DVD     | HUCD-10182/B    | |
| LIVE                                            | A・SO・N・DA〜LIVE CD                                           | 2016年3月16日  | HATS UNLIMITED               | Blu-spec CD2          | HUCD-10210/11   | |
| 3rd                                             | I・BU・KI                                                       | 2016年7月27日  | HATS UNLIMITED               | Blu-spec CD2, DVD     | HUCD-10221/B    | |
| BEST                                            | VESTIGE -40th HISTORY ALBUM-                                    | 2017年7月19日  | HATS UNLIMITED               | Blu-spec CD2          | HUCD-10243/5    | CASIOPEA / CASIOPEA 3rd 名義                                                                               |
| LIVE                                            | CASIOPEA 3rd & INSPIRITS Both Anniversary Gig 『4010』(Live CD) | 2018年5月9日   | HATS UNLIMITED               | Blu-spec CD2          | HUCD-10270〜2   | |
| 4th                                             | A・KA・RI                                                       | 2018年7月18日  | HATS UNLIMITED               | Blu-spec CD2          | HUCD-10263      | |
| 5th                                             | PANSPERMIA                                                      | 2019年7月17日  | HATS UNLIMITED               | Blu-spec CD2          | HUCD-10284/B    | |
| LIVE                                            | CELEBRATE 40th LIVE CD                                          | 2020年7月8日   | HATS UNLIMITED               | Blu-spec CD2          | HUCD-10294〜5   | |
| CASIOPEA-P4                                     |                                                                 |                |                              |                       |                 | |
| 1st                                             | NEW TOPICS                                                      | 2022年10月12日 | HATS UNLIMITED               | Blu-spec CD2          | HUCD-10315      | |
| LIVE                                            | NEW BEGINNING〜LIVE CD                                          | 2023年5月17日  | HATS UNLIMITED               | Blu-spec CD2          | HUCD-10320〜1   | |
| 2nd                                             | RIGHT NOW                                                       | 2024年7月3日   | HATS UNLIMITED               | Blu-spec CD2          | HUCD-10328      | |
| LIVE                                            | P4'S FINALE SOUND VERSION                                       | 2025年6月18日  | HATS UNLIMITED               | Blu-spec CD2          | HUCD-10334〜5   | |
| CASIOPEA                                        |                                                                 |                |                              |                       |                 | |
| 1st                                             | TRUE BLUE                                                       | 2025年8月27日  | HATS UNLIMITED               | Blu-spec CD2          | HUCD-10344      | |

### その他のアルバム
| #           | タイトル                                            | 発売日         | レーベル                           | 形態                  | 品番           | 備考 |
| ----------- | --------------------------------------------------- | -------------- | ---------------------------------- | --------------------- | -------------- | --- |
| BEST        | FUNKY SOUND BOMBERS                                 | 1987年9月1日   | アルファレコード                   | LP                    | ALR-28100      | |
| BEST        | FUNKY SOUND BOMBERS                                 | 1987年9月1日   | アルファレコード                   | CT                    | ALR-28093      | |
| BEST        | FUNKY SOUND BOMBERS                                 | 1987年9月1日   | アルファレコード                   | CD                    | 32XA-172       | |
| BEST        | WIND & QUIET STORM カシオペア・ツイン・ベストVOL.1  | 1987年11月28日 | アルファレコード                   | 2CD                   | 50XA-181/2     | |
| BEST        | DAYBREAK & TWILIGHT カシオペア・ツイン・ベストVOL.2 | 1987年11月28日 | アルファレコード                   | 2CD                   | 50XA-183/4     | |
| BEST        | 決定版 カシオペア ベストセレクション                | 1990年9月11日  | アルファレコード                   | CD                    | ALCA-76        | |
| BEST        | Work in                                             | 1995年3月22日  | アルファミュージック               | CD                    | ALCA-5031      | |
| LIVE BEST   | Work out                                            | 1995年3月22日  | アルファミュージック               | CD                    | ALCA-5032      | |
| BEST        | SUPER BEST OF CASIOPEA                              | 1996年8月28日  | アルファミュージック               | 2CD                   | ALCA-5099/5100 | |
| BEST        | SUPER BEST OF CASIOPEA                              | 1997年7月24日  | アルファミュージック               | 2CD                   | ALCA-5188/9    | |
| SINGLE BEST | CASIOPEA“SINGLE”COLLECTION                          | 2001年12月19日 | ヴィレッジミュージック             | CD                    | VRCL-2239      | |
| BEST        | BEST OF CASIOPEA -Alfa Collection-                  | 2009年10月14日 | Sony Music Direct / GT music       | CD                    | MHCL-1617      | |
| BEST        | LIVING ON A FEELING〜CASIOPEA Night Selection       | 2009年10月14日 | Sony Music Direct / GT music       | CD                    | MHCL-1618      | |
| BEST        | GOLDEN☆BEST〜Pony Canyon Years                      | 2011年5月18日  | ポニーキャニオン                   | CD                    | PCCA-03399     | |
| BEST        | Super Best                                          | 2011年12月21日 | カルチュア・コンビニエンス・クラブ | CD                    | WMP-60066      | |
| BEST        | ULTIMATE BEST〜Early Alfa Years                     | 2012年4月25日  | Sony Music Direct / GT music       | Super Audio CD HYBRID | MHCL-10098     | |
| LIVE        | CASIOPEA recorded LIVE and BEST〜Early Alfa Years   | 2013年8月21日  | Sony Music Direct / GT music       | Super Audio CD HYBRID | MHCL-10105     | 初期ALFA時代のライブ・アルバム3枚（『THUNDER LIVE』『MINT JAMS』『CASIOPEA LIVE』）からのパフォーマンスを収録したLIVE&BEST。 |
| BEST        | The Premium Best                                    | 2013年10月16日 | ポニーキャニオン                   | CD                    | PCCR-00576     | |

### ボックス・セット
| タイトル                                          | 発売日         | レーベル                     | 形態               | 品番          | 備考 |
| ------------------------------------------------- | -------------- | ---------------------------- | ------------------ | ------------- | --- |
| Limited Editional Collectors BOX                  | 2001年12月12日 | PIONEER LDC                  | 5CD                | PICL-1236     | 1990年〜2000年発表のオリジナル・アルバムを収録。 |
| CASIOPEA Debut30th Anniversary Legend of CASIOPEA | 2009年5月27日  | Sony Music Direct / GT music | Blu-spec CD×25+DVD | MHCL-20003/28 | アルファレコードのオリジナル・アルバム、ライブ・アルバム、リミックス・アルバム全19タイトルに、ファン投票によるリクエスト・ベストで編成されたユニバーサル・ベスト1枚、ポニーキャニオン・ベスト1枚、ジェネオン・ベスト3枚、DVD1枚、ボーナスCD1枚の計26枚セット。 |

### 映像作品

#### LD/VHS
- CASIOPEA LIVE （1985年、LDC[注釈 17]）
- CASIOPEA PERFECT LIVE LIVEII （1987年、LDC[注釈 17]）- いずれも後に音源がライブ・アルバムとして作品化。詳細はALBUMの項を参照。
- JOIA (1989年、LDC[注釈 17])
- THE PARTY -VISUAL STACK- （1990年、PIONEER LDC[注釈 17]）- 同年のアルバムと同時収録し別ミックスとした映像作品。
- MOTION PICTURES from FULL COLORS （1991年、PIONEER LDC[注釈 17]）
- MADE IN MELBOURNE （1992年、PIONEER LDC[注釈 17]）- ライブアルバム『WE WANT MORE』と同時収録した映像作品。後年アルバムとしても発売された。
- Live in London 1983  （1992年、アルファレコード）
- act-one （1992年、アルファレコード）
- Detail of Flowers （1996年、ポニーキャニオン）

#### DVD/Blu-ray
- 20th（2000年、PIONEER LDC[注釈 17]）- 同名ライブ・アルバムと同時収録。DVDのみ発売
- CASIOPEA AGAIN（2000年、アルファミュージック）- DVDのみ発売
- THE MINT SESSION（2001年、PIONEER LDC[注釈 17]）- 1997年にCSで放送された番組『THE MINT CLUB』に出演した際の演奏パートを中心にソフト化したもの。DVDのみ発売
- VINTAGE 2002（2003年、PIONEER LDC[注釈 17]）- DVDのみ発売
- CASIOPEA vs THE SQUARE THE LIVE!!（2004年、GENEON ENTERTAINMENT[注釈 17]）- DVDのみ発売
- the way of CASIOPEA（2004年、GENEON ENTERTAINMENT[注釈 17]）- DVDのみ発売
- 5 STARS LIVE（2005年、GENEON ENTERTAINMENT[注釈 17]）- DVDのみ発売
- CASIOPEA 3rd/LIVE LIFTOFF 2012（2012年12月26日、HATS UNLIMITED）
- TA・MA・TE・BOX TOUR（2014年5月28日、HATS UNLIMITED）
- A・SO・N・DA〜A・SO・BO TOUR 2015〜（2015年12月9日、HATS UNLIMITED）
- Both Anniversary Gig 『4010』（2018年5月9日、HATS UNLIMITED）- Blu-rayのみ発売
- CELEBRATE 40th（2020年4月25日、HATS UNLIMITED）- Blu-rayのみ発売
- NEW BEGINNING（2023年3月29日、HATS UNLIMITED）- Blu-rayのみ発売
- P4'S FINALE（2025年5月2日、HATS UNLIMITED）- Blu-rayのみ発売